# Shorea teysmanniana
Shorea teysmanniana är en tvåhjärtbladig växtart som beskrevs av William Turner Thiselton Dyer och Dietrich Brandis. Shorea teysmanniana ingår i släktet Shorea och familjen Dipterocarpaceae. Inga underarter finns listade i Catalogue of Life.